# Tobias Whale
Tobias Whale Church è un personaggio della DC Comics, creato da Tony Isabella e Trevor Von Eeden nell'aprile 1977. È uno dei tanti nemici di Batman, ma il suo arci nemico è Fulmine nero. Debutta nel primo numero del fumetto Black Lightning (Fulmine nero). Nella classifica stilata nel 2009 da IGN, si è posizionato al 55º posto come più grande cattivo nella storia dei fumetti.

## Biografia del personaggio

### Versione originale
Tobias Whale Church è un afroamericano albino. Proprio per questo veniva sempre preso in giro dagli altri afroamericani. Finisce in riformatorio dopo che ha cercato di uccidere uno di questi ragazzi. Dopo esserne uscito, spinto dalla rabbia e dalla determinazione a essere il migliore in qualunque cosa faccia, Whale inizia fin da bambino ad allenarsi ossessivamente nella lotta libera, nel sumo, nel bodybuilding e in varie altre forme di combattimento trasformando il suo grasso in muscoli, sebbene all'apparenza sembri comunque obeso. Divenuto una vera e propria macchina da combattimento capace di affrontare perfino individui dotati di superpoteri, Whale obbliga i bulli che prima lo tormentavano a formare una gang sotto il suo comando con cui eseguire incarichi su commissione di piccoli boss locali; a dodici anni, nel corso di uno dei suddetti lavori, commette il suo primo omicidio dando fuoco a uno dei bulli, che aveva cercato di tradirlo. Contemporaneamente inizia la sua educazione da autodidatta rubando testi da varie librerie e concentrandosi in particolare sulle scienze politiche, che a suo parere sono il modo migliore di dominare la malavita. Cominciò a dedicarsi alle attività criminali, stabilendosi a Gotham City, venendo periodicamente fermato da Batman. In poco tempo è diventato capo del ramo mafioso di Gotham. Qualche tempo dopo un insegnante di scuola di nome Jefferson Pierce ha parlato di un traffico di droga, e così Tobias uccide lo studente preferito di Pierce, ferendo il professore moralmente. Egli, volendo vendicare lo studente diventa Fulmine Nero, diventando così uno dei principali avversari di Whale.

## Poteri e abilità
Pur non avendo poteri sovrumani, possiede un'immensa forza fisica. Sebbene il suo aspetto corpulento ed apparentemente obeso mimetizzi la sua prestanza fisica, la maggior parte della sua massa corporea è in realtà costituita di muscoli sviluppati fino a dimensioni straordinarie, esattamente come un lottatore peso massimo di sumo, un sollevatore di pesi olimpionico o un powerlifter, ma con un livello di forza decisamente maggiore. Essendo un boss della mafia, possiede grandi capacità da leader ed è molto autorevole nei confronti dei suoi leccapiedi. Ha inoltre una notevole resistenza.

## Altri media

### Cinema
- Tobias Whale compare nel film d'animazione Suicide Squad - Un inferno da scontare.
- Tobias Whale compare anche nel film d'animazione Catwoman: Braccata.

### Televisione
- Tobias Whale appare nella serie animata Beware the Batman, dove viene attaccato da Humpty Dumpty venendo però salvato dal cavaliere oscuro.

### Videogiochi
- Marvel vs DC
- Marvel vs DC (remastered version)
- Batman: Arkham Origins Blackgate (cameo)
- Batman: Arkham Asylum (biografia)

## Amalgam
Nell'universo Amalgam, Whale viene unito con il Kingpin, diventando il pericolosissimo Wilson Whale.